# 五味政義
五味 政義（ごみ まさよし）は、戦国時代から安土桃山時代の武将。

## 生涯
家伝によると父政直は土佐藩初代山内一豊の末弟にあたり、当初は父や兄らとともに尾張岩倉城にいたが、その後織田信長に仕えた兄らとは別れて武田信玄に仕えていた。政義も信玄に仕え、主命により五味氏の家督を襲った。
天正10年（1582年）武田氏滅亡の後は徳川家康に仕える。天正12年（1584年）小牧・長久手の戦いでは旧武田兵を率いて従軍。天正18年（1590年）小田原征伐では酒井重勝と共に槍奉行を務める。同年、移封先の武蔵多摩郡関戸村で死去した。

## その他
五味氏は信松尼付けとされたのが複数人確認出来る。石黒将監は元は五味氏。